# Wohn- und Geschäftshaus Bahnhofstraße 12
Das Wohn- und Geschäftshaus Bahnhofstraße 12, an der Südseite der Straße, in der niedersächsischen Kreisstadt Cuxhaven im Landkreis Cuxhaven stammt vom Anfang des 20. Jahrhunderts. Aktuell (2024) wird es als Wohn-, Praxis- und Geschäftshaus genutzt.
Das Gebäude steht unter Denkmalschutz (siehe auch Liste der Baudenkmale in Cuxhaven).

## Geschichte und Beschreibung
Der ursprüngliche Sand- und Schotterweg wurde als Bahnhofstraße 1899 nach dem Stadtbahnhof benannt und seit 1904 bebaut.
Das dreigeschossige traufständige verblendete massive Gebäude mit ziegelgedecktem Mansard-Flachdach mit Metallaufsatz und bauzeitlichen Gauben sowie Balkonen mit gusseisernen Brüstungen wurde 1905 (Inschrift) gebaut, mit Neorokoko- und Jugendstil-Elementen. Die Straßenfassade wurde verblendet mit hell glasierten Steinen, horizontalen Bändern und vielfältigem Putzdekor: zahlreiche florale Elemente und Blendrahmen mit Figuren mittig in den beiden Obergeschossen.
Das Landesdenkmalamt befand u. a.: „… Wohnhäuser stammen mit ihrer Verblendung aus hell glasierten Backsteinen und dem Putzdekor, in dem sich Rokokoelemente mit floralen Jugendstilformen mischen, ….“
Daneben steht links das denkmalgeschützte Wohn- und Geschäftshaus Bahnhofstraße 14.